# 小椋寛子
小椋 寛子（おぐら ひろこ、1955年8月5日 - ）は、日本の歌手・女優。別名、小椋 ひろ子（読み同じ）、美原 圭子。静岡県浜松市中央区出身。

## 来歴・人物
1969年に、「劇団こまどり」に所属、NHK連続テレビ小説『信子とおばあちゃん』、大河ドラマ『樅ノ木は残った』などに出演。1972年に日本テレビ系『飛び出せ!青春』でレギュラーの大島妙子役を演じ、純情な高校生役で人気を得た。
その後は歌手に転向し、クラウンレコードから『恋算数 / さよならの手紙』で歌手デビュー、その後、美人系ポップス歌手として活躍、『あやとり』など数枚のシングルを残す。
1977年には「美原圭子（みはら けいこ）」と改名、演歌歌手として活躍するほか、NTVドラマ火曜劇場のテーマ曲を歌い、『太陽にほえろ!』にゲスト出演する。
1990年代は、時代劇俳優・小椋寛子としてテレビドラマや舞台にて活動。
現在は、浜松市中央区元浜町でスナック「ともだち」を経営し、2009年4月に「もう一度恋に・・・」「さよならに乾杯」で再デビューし、グランドホテル浜松で剛たつひと司会でディナーショーを開いた。さらに、地元テレビやラジオに出演、浜名湖競艇場でもイベントを展開し活動している。

## 出演

### テレビドラマ
- 信子とおばあちゃん（1969年、NHK連続テレビ小説）
- NHK大河ドラマ 樅ノ木は残った（1969年、NHK）
- 金メダルへのターン!（1972年、フジテレビ）
- 飛び出せ!青春（1972年 - 1973年、日本テレビ） - 大島妙子 役
- 太陽にほえろ! 第238話「東京上空17時00分」（1977年2月11日、日本テレビ） - 石井あかり 役 ※美原圭子名義
- 暴れん坊将軍シリーズ（ANB / 東映）
  - 吉宗評判記 暴れん坊将軍
    - 第207話「しばし名残の八百八町」(1982年） - おさく

  - 暴れん坊将軍II
    - 第171話「恋の九十九里、地獄花!」（1986年） - おくみ 役

  - 暴れん坊将軍III
    - 第3話「これぞ庶民の目安箱」（1988年） - 千種 役
    - 第84話「夫婦そば危機一髪!」 （1989年） - 鶴子 役

  - 暴れん坊将軍IV
    - 第55話「鳩笛慕情! 姫君の供は将軍さま」（1992年） - 梅子の方 役
- 若大将天下ご免!（1987年、テレビ朝日） - お千役
- 将軍家光忍び旅「大井川決死の関所破り」（1990年、テレビ朝日） - お勝 役
- 将軍家光忍び旅II「優しき姫よ静かに眠れ」（1992年、テレビ朝日） - お甲 役

## 舞台
- 北島三郎新宿コマ特別公演「暴れ辰五郎　花の喧嘩纏」（1979年、新宿コマ劇場）
- 北島三郎新宿コマ特別公演「北海のはぐれ鳥」（1980年、新宿コマ劇場）

## 音楽
小椋ひろ子名義
- 恋算数 / さよならの手紙（1973年　クラウンレコード）
- 初恋日記 / 女の子（1973年　クラウンレコード）
- 春の桟橋 / ザビエルの夕陽（1974年　クラウンレコード）
- しあわせの予感 / 冬の出来事（1974年　クラウンレコード）南こうせつ作
- あやとり / 花曇り（1975年　クラウンレコード）
- 風見鳥のある町 / 夏の誘惑（1975年　クラウンレコード）
- 雨の海岸通り / としごろ（1976年　クラウンレコード）

美原圭子名義
- ふり向いてもう一度 / ひとひらの雪（1977年　クラウンレコード）
- 失恋特急 / あの人の夏が始まる（1977年　クラウンレコード）
- 風のグラフィティ / いつか奥香落へ･･･（1977年　クラウンレコード）
- 越後のはなし / 夕日に浜名湖（1977年　クラウンレコード）
- 風まくら，ほろほろふたり（1977年　アルバム「風まくら」「細川俊之」）
- 函館坂町涙町 / それを愛というのなら（1978年　クラウンレコード）
- 追いかけて涙町 / 二人だけの北の街（1978年　クラウンレコード）
- 私は泣かない / つくり笑い（1979年　クラウンレコード）
- 日暮れ花（1980年　クラウンレコード）
- 夢しぐれ / ひとりまくら（1981年　クラウンレコード）
- もういちど恋に… / さよならに乾杯（2009年　バップ）

小椋寛子名義
- 赤い橋 / 私の生命（2014年　クラウンレコード）